# Усач Чичерина

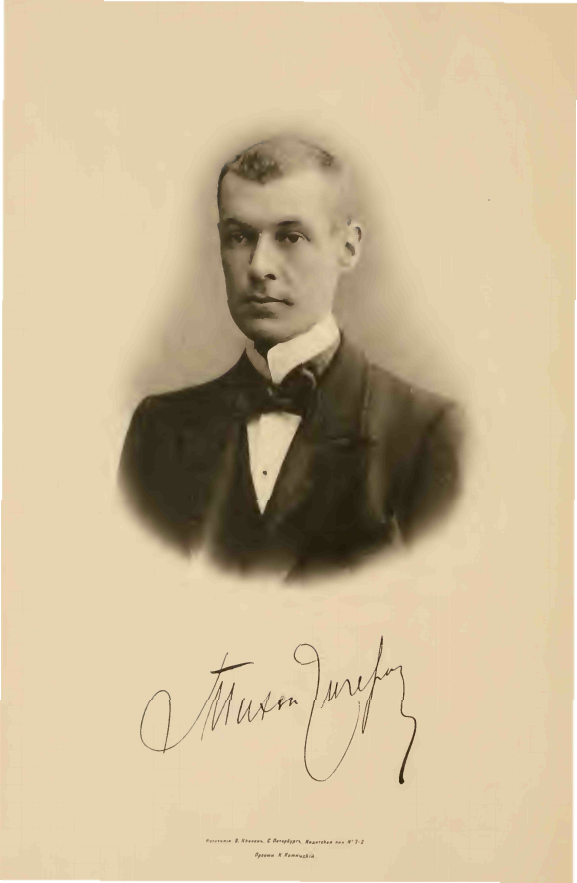
Тихон Сергеевич Чичерин (1869 — 1904) — российский дворянин и энтомолог, в честь которого был назван P. tschitscherini

Усач Чичерина (лат. Prionus (Pogonarthron) tschitscherini) — вид жуков рода Prionus из семейства усачей, эндемик Западной Киргизии. Включён в Красную книгу Кыргызстана.

## Этимология
Видовое название дано в честь Тихона Сергеевича Чичерина (11.09.1869 — 22.03.1904) — российского дворянина, энтомолога, колеоптеролога, члена-корреспондента Петербургской Академии наук, который был крупным специалистом по жукам, открывшим и описавшим более 500 новых для науки таксонов, один из основателей Русского энтомологического обозрения (1901).

## Описание
Жук средней величины с коренастым и выпуклым телом. Длина тела 13,5—18,5 мм, ширина — 6-7,5 мм. Окраска тела варьирует от светло-коричневой (наиболее распространённая) до чёрной с небольшим коричневым оттенком. Глаза крупные, выпуклые, хорошо развитые.
Самец. Переднеспинка гладкая, сильно поперечная, лишена волосяных пятен, с небольшим зубцом посередине каждого бокового края. Надкрылья от постепенно суживаются кзади. На вершине надкрылья закругленные. Каждое надкрылье несёт по три более или менее неполных ребра. Крылья развитые. Усики самцов относительно длинные, состоят из 20-24-члеников, достигают последней трети надкрылий. Начиная с 5-го членика являются плотно- и длинногребенчатыми.
Самка. Самки длительно время были не известны. Первые экземпляры были найдены только в 2017 году (Западный Кыргызстан, окрестности Оша и Наймана, 07.07-02.08.2017) . По аналогии с близкородственными видами, она не способна летать и внешне значительно отличается от самца (половой диморфизм).

## Ареал и местообитание
Ареал вида находится в пределах Киргизии (один из пяти представителей рода в фауне страны) и характеризуется разорванностью между потенциальными местами обитания. Включает окружающие Ферганскую долину предгорья и низкогорья Ферганского и Чаткальского хребтов и Кичик-Алай. Преимущественно распространён по долине реки Нарын и по северо-западным склонам Ферганской долины. Вероятно также локально встречается в Ферганской долине на территории Узбекистана.
Вид встречается в зоне фисташковых редколесий, а также в степном поясе, преимущественно в местах с нетронутым почвенно-растительным покровом и выходами разрушающихся скал и каменистыми возвышенностями. Обитает на высотах от 600 до 1100 м над уровнем моря.

## Биология
Образ жизни вида недостаточно изучен. Жуки встречаются с конца мая до последней трети августа. Самцы в дневное время малоактивны и обычно скрываются в укрытиях на земле. Начинают летать с наступлением сумерек и до 22-23 часов. Прилетают на искусственные источники света. Продолжительность развития длится, вероятно, более одного года. Личинки питаются корнями многолетних полыней (Arthemisia spp.).

## Численность
Численность вида низкая. Ареал вида сокращается из-за антропогенной деятельности: сельскохозяйственного освоения предгорий, нарушения растительного покрова, уменьшения кормовых растений) из-за чрезмерного выпаса, а также применения пестицидов.

## Охрана
В Кыргызской Республике в настоящее время вид включён в Красную книгу. Предпринимались попытки внести вид в Красную книгу Узбекистана.